# Onam

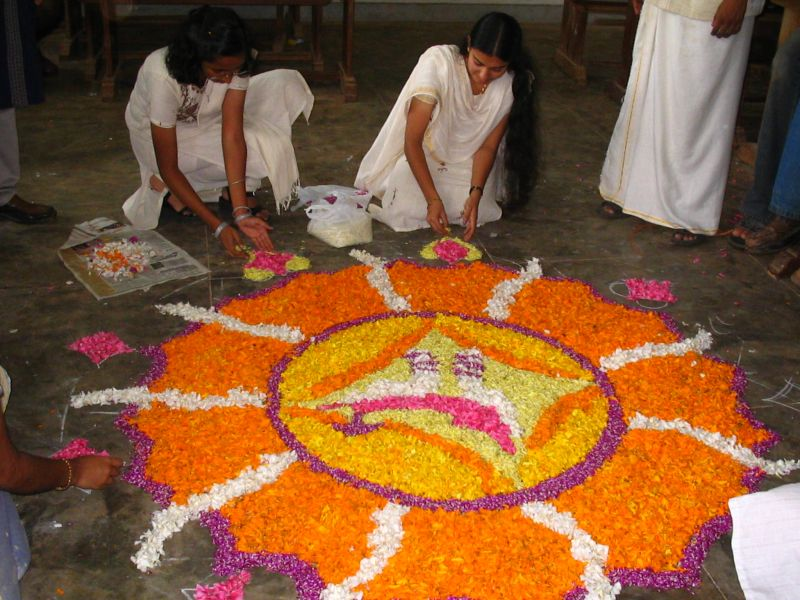
Decoració floral en el marc de l'Onam

L'Onam (del malaiàlam: ഓണം) és un festival que s'organitza al sud de l'Índia, sobretot a l'estat de Kerala, per a celebrar el temps de collita de l'arròs. La seva data sol fluctuar entre els mesos d'agost i setembre del calendari gregorià, ja que es determina el període de festa segons un calendari lunar, i correspon a la lluna plena.
L'Onam commemora l'arribada del rei llegendari Maveli i les celebracions tenen lloc durant 10 dies. Hi apareixen diversos elements de la cultura i la tradició del Kerala. S'hi fan decoracions florals, nombrosos àpats multitudinaris, i curses de vaixells, el Puli Kali i la dansa Kaikottikali.